# Crème diplomate

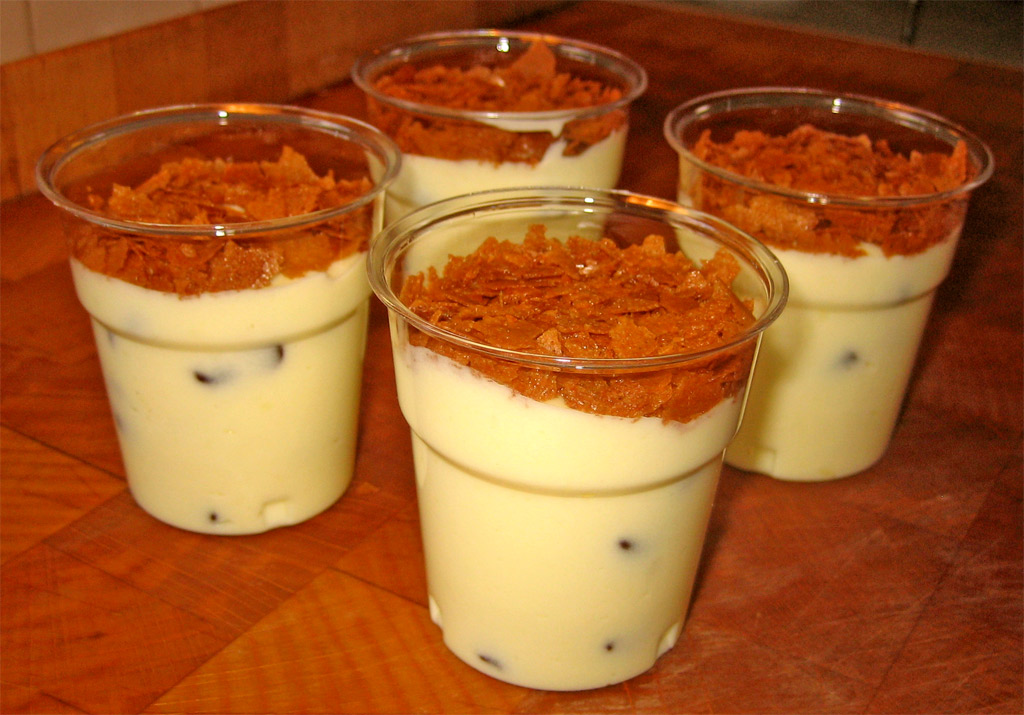
Pots de crème diplomate.

La crème diplomate est une préparation sucrée résultant d'un mélange de crème pâtissière, de crème fouettée et de gélatine.

## Fabrication
Il faut réaliser une crème pâtissière, collée à la gélatine, à laquelle on incorpore de la crème fouettée pour l’alléger.
La crème doit être cuite jusqu’à ébullition pour qu’elle ait une consistance parfaite et pour stabiliser le risque bactériologique. On ajoute ensuite de la gélatine préalablement réhydratée. Après refroidissement, on incorpore délicatement la crème fouettée.

### Ingrédients
- 2 feuilles de gélatine
- 40 g de jaunes d'œuf
- 75 g de sucre en poudre
- 25 g de maïzena
- 1 gousse de vanille
- 250 ml de lait entier
- 200 ml de crème liquide entière très froide

## Usages
La crème diplomate est beaucoup plus légère que l’autre crème dérivée de la crème pâtissière, la crème mousseline, qui est une crème montée au beurre pommade.
La crème diplomate entre dans la composition de toutes sortes de pâtisseries : mille-feuille, tarte aux fraises, fraisier, tarte tropézienne, number cakes (gâteau d’anniversaire en forme de chiffre). Sa tenue parfaite permet aussi le garnissage des choux.
La crème diplomate à l'italienne (avec ajout de maraschino) s'emploie pour la réalisation de cannolis et d'entremets.
Si l'on n'incorpore pas de gélatine, on obtient de la crème princesse (crème madame).